# Theridion rafflesi
Theridion rafflesi är en spindelart som beskrevs av Simon 1899. Theridion rafflesi ingår i släktet Theridion och familjen klotspindlar. Inga underarter finns listade i Catalogue of Life.